# Cadier en Keer
Pour les articles homonymes, voir Cadier.
Cadier en Keer (en limbourgeois Keer) est un village néerlandais situé dans la commune d'Eijsden-Margraten, dans la province du Limbourg néerlandais. Le 1er janvier 2010, le village comptait 3 633 habitants.

## Histoire
Avant 1828, Cadier et Keer était deux villages distincts, dont le premier était une commune indépendante, et le dernier appartenait à la commune de Heer en Keer. Les deux villages formèrent une seule agglomération, de part et d'autre de la route Maastricht - Aix-la-Chapelle. Le 5 août 1828, Keer était détaché de Heer en Keer, et rattaché à Cadier pour former la nouvelle commune de Cadier en Keer. Cette commune englobait également le hameau de Sint Antoniusbank. Désormais, les deux villages n'étaient plus considérés que comme un seul village. La commune de Cadier en Keer a perdu son indépendance le 1er janvier 1982, quand elle fut rattachée à celle de Margraten.